# Dino Bišanović
Dino Bišanović (* 13. März 1990 in Bijeljina) ist ein bosnischer Fußballspieler. 

## Karriere
Bišanović wechselte 2009 von der Jugendabteilung in die zweite Mannschaft des 1. FC Köln. Von 2009 bis 2013 spielte er vier Spielzeiten in der Regionalliga West. In der Saison 2012/13 stand er im Profikader des 1. FC Köln, kam jedoch zu keinem Einsatz in der 2. Bundesliga. Im Sommer 2013 wechselte er ablösefrei zum FK Sarajevo in die Premijer Liga, der höchsten Spielklasse in Bosnien und Herzegowina. Bereits im Februar 2014, gingen er und der Verein getrennte Wege. Von Februar bis Juli 2014 war er vereinslos. Im Sommer 2014 unterschrieb er einen Einjahresvertrag für die Saison 2014/15 beim Aufsteiger Fortuna Köln. Sein Debüt in der 3. Liga gab er am 4. Oktober 2014, dem 13. Spieltag. Beim 3:0-Erfolg über Energie Cottbus wurde er in der 65. Minute für Hamdi Dahmani eingewechselt. In der gesamten Saison kam er lediglich zu vier Ligaeinsätzen, daher wurde sein auslaufender Vertrag nicht verlängert und Bišanović verließ den Verein nach einem Jahr wieder. Er schloss sich dem Regionalligisten TSV Steinbach an, wo er zum Stammspieler wurde. Bišanović gewann am 21. Mai 2018 mit dem TSV Steinbach den Hessenpokal und zog so in den DFB-Pokal ein.
Im DFB-Pokal traf man in der 1. Hauptrunde am 19. August 2018 schließlich auf den Bundesligisten FC Augsburg. Dieses Spiel endete mit einer knappen 1:2-Niederlage und Bišanović spielte 68 Minuten, ehe er für Tim Müller ausgewechselt wurde. Im Jahr 2020 gelang ihm mit dem Verein der erneute Gewinn des Hessenpokals. Daraufhin spielte man in der 1. Hauptrunde 2020/21 gegen den SV Sandhausen. Gegen den Zweitligisten gab es eine knappe 1:2-Niederlage und Bišanović kam in der 58. Spielminute für Dennis Wegner aufs Feld. 
Nach 8 Spielzeiten beim TSV Steinbach wechselte Dino Bišanović in die Mittelrheinliga zum SV Eintracht Hohkeppel.

## Erfolge
- Bosnisch-herzegowinischer Fußballpokal-Sieger: 2013/14
- Hessenpokal-Sieger: 2017/18 & 2019/20